# ستيوارت هيل
ستيوارت هيل (بالإنجليزية: Stuart Hill)‏ (و. 1958 – م) هو كاتب، من المملكة المتحدة، ولد في لستر.

## التعليم
تعلم في جامعة نيوكاسل.